# Van Echten

Familiewapen van Van Echten

Van Echten is een Nederlands geslacht waarvan een lid sinds 1814 tot de Nederlandse adel behoorde en dat met hem in 1818 uitstierf.

## Geschiedenis
De stamreeks begint met Volker van Echten, ridder, die vermeld wordt van 1262-1290. Deze uit Drenthe afkomstige familie zou mogelijk afstammen van het geslacht Van Coeverden maar hoe die afstamming zou liggen is onduidelijk. De familie was eeuwenlang gegoed te Echten, Zuidwolde en Ruinen, en was bewoner van het adellijk Huis te Echten.
Bij Soeverein Besluit van 28 augustus 1814 werd Arend van Echten (1733-1818) benoemd in de ridderschap van Overijssel. Deze geadelde tak stierf met hem in 1818 uit.

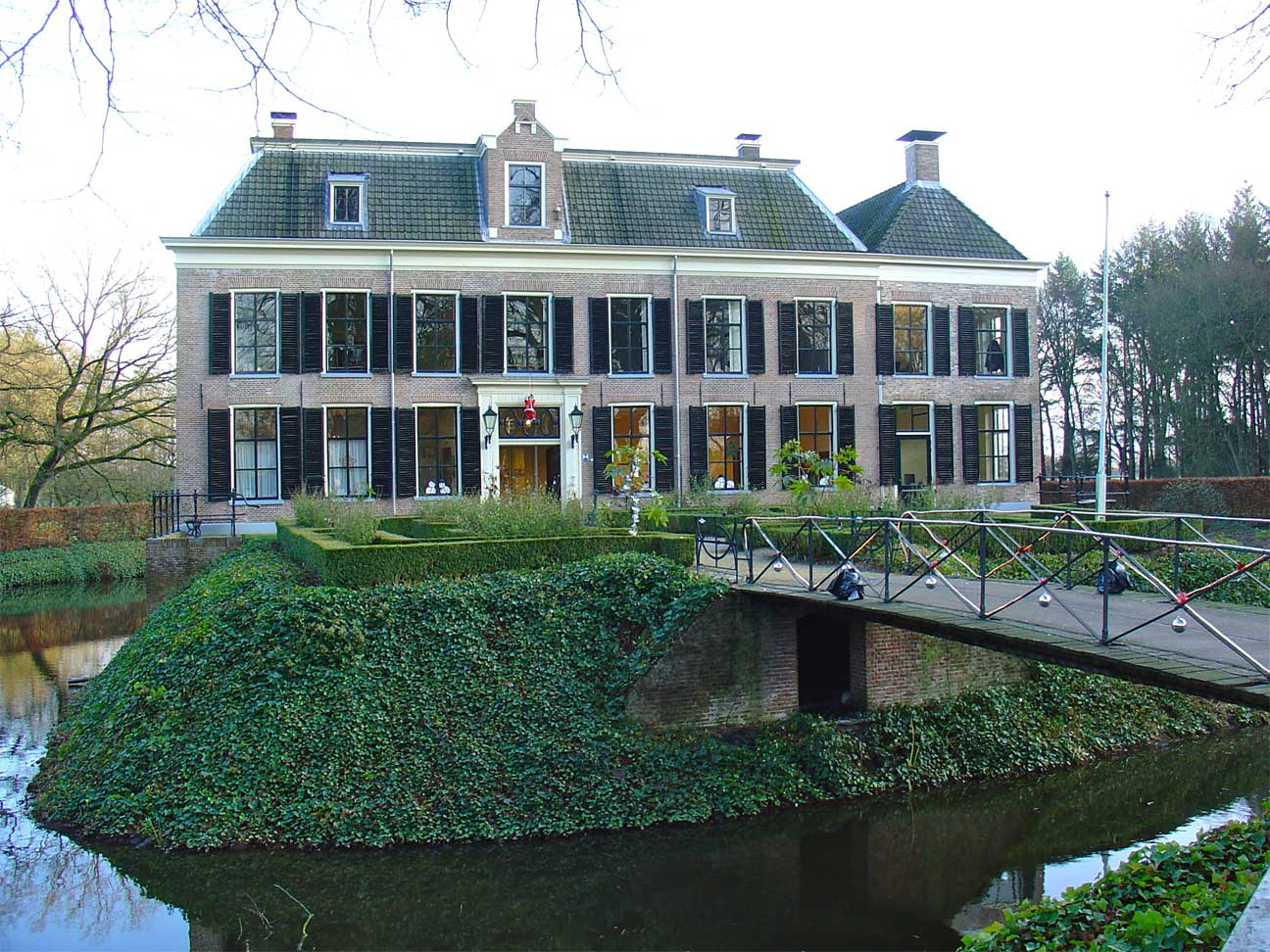
Het Huis te Echten in het Drentse Echten
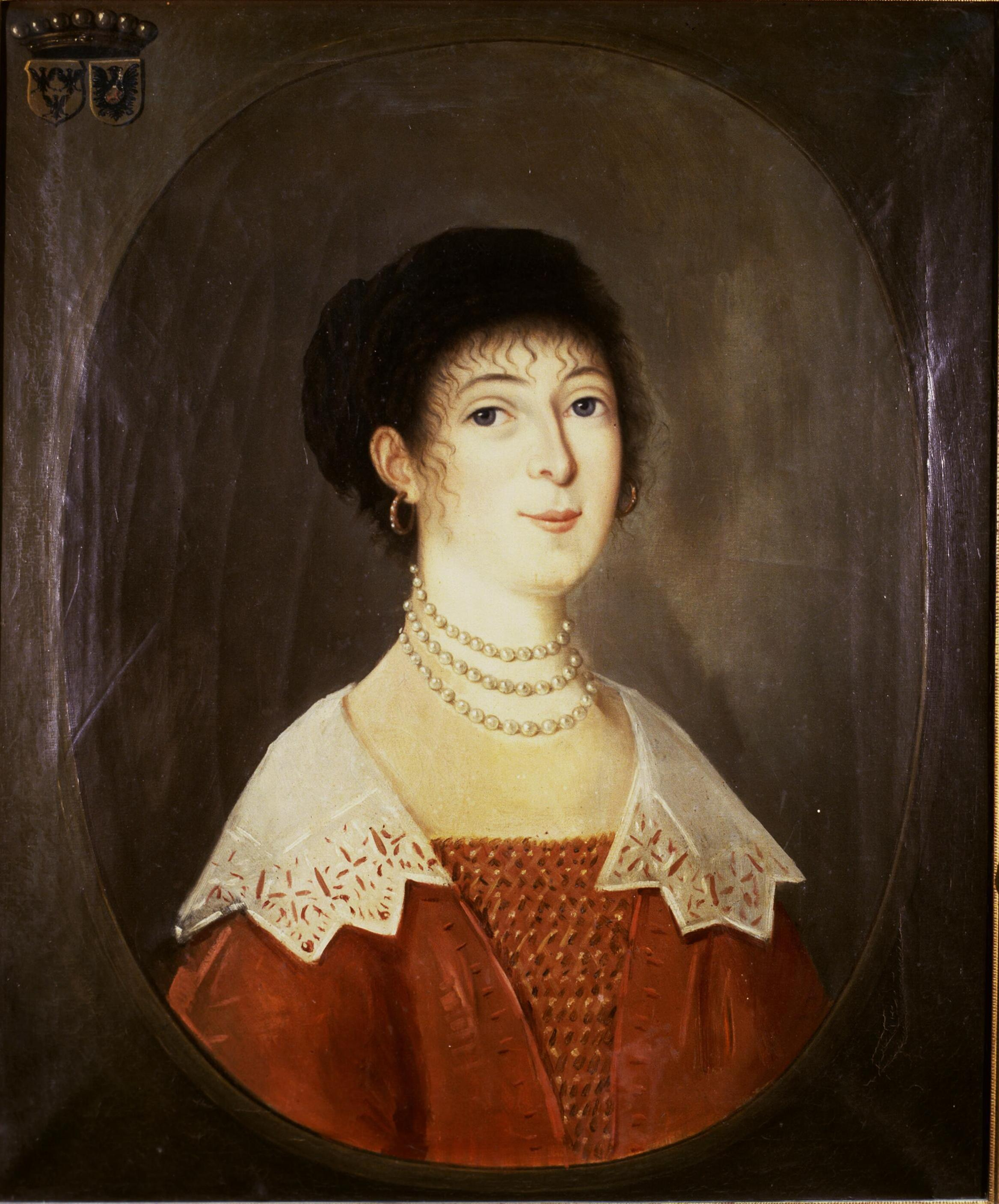
Anna Geertruida van Echten (1777-1854)

Het Huis te Echten was via de laatste eigenaresse uit de familie Van Echten, Anna Geertruida van Echten, vrouwe van Echten en Echtens Hoogeveen (1777-1854) overgegaan in de familie van haar echtgenoot, jhr. Rudolph Otto van Holthe (1772-1832); die familie noemde zich daarna deels Van Holthe tot Echten en bleef in het bezit van het huis tot 1971.

## Vervening
Roelof van Echten was begin 17e eeuw betrokken bij vervening ten behoeve van de winning van turf langs het Oude Diep bij Echten. Dit Oude Diep of Echtense Diep werd later vergraven tot de Hoogeveense Vaart. Het Van Echtenskanaal is een andere naam voor de Verlengde Hoogeveense Vaart in de gemeente Emmen.

## Enkele telgen
- Roelof van Echten (1592-1643), bestuurder, drost van Drenthe en heer van Echten
  - Johan van Echten (1618-1661), gedeputeerde en ette van Drenthe
    - Roelof van Echten (1648-1735), drost van Coevorden en Drenthe
      - Johan van Echten (1680-1757)
        - Roelof van Echten (1731-1797), lid college van Gedeputeerde Staten voor het landschap Drenthe

  - Sophia van Echten, (ca. 1620-1673), echtgenote van jonker Feio Sickinghe, landedelman, bestuurder en politicus